# Pimpinella ternata
Pimpinella ternata är en flockblommig växtart som beskrevs av Karl Heinz Rechinger. Pimpinella ternata ingår i släktet bockrötter, och familjen flockblommiga växter. Inga underarter finns listade i Catalogue of Life.